# Антипа Пергамский
Анти́па Перга́мский (греч. Αντίπας; I век, Пергам, Азия — 92, Эфес, Измир) — ученик Иоанна Богослова, епископ Пергамской церкви. Почитается христианскими церквями как святой в лике священномучеников. Память в Православной церкви совершается 11 (24) апреля, в Католической церкви 11 апреля. В четьях-минеях Димитрия Ростовского Антипа без номера упомянут в списке апостолов от семидесяти.
Согласно житию, Антипа отказался прекратить свою проповедь о Христе и принести жертвы языческим богам. Он был брошен в храме Артемиды в раскалённого медного вола. Его тело было тайно погребено местными христианами. В V веке над его могилой был построен храм и его гробница, с мощами, считавшимися мироточивыми, стала почитаться как место исцелений (особо почитается как помощник при зубной боли, что отражено и в молитве ему). По свидетельству Георгия Кедрина, при императоре Феодосии Великом бык, в котором принял смерть Антипа, был перевезён в Константинополь.
Имя Антипы упоминается в Откровении Иоанна Богослова: 

И Ангелу Пергамской церкви напиши: так говорит Имеющий острый с обеих сторон меч: знаю твои дела, и что ты живешь там, где престол сатаны, и что содержишь имя Моё, и не отрекся от веры Моей даже в те дни, в которые у вас, где живет сатана, умерщвлён верный свидетель Мой Антипа.
— Откр. 2:12-13
В связи с этим существуют различные версии о дате его смерти, связанные с датировкой времени написания Апокалипсиса: одна традиция считает, что мученическая смерть Антипы произошла около 68 года (период правления императоров Нерона и Веспасиана), другая сообщает о 95 годе (правление Домициана).
Антипа Пергамский считается покровителем стоматологов.